# Жабељ
Жабељ (алб. Zhabel) је насељено место у општини Ђаковица, на Косову и Метохији. Према попису становништва из 2011. у насељу је живело 404 становника.

## Становништво
Према попису из 2011. године, Жабељ има следећи етнички састав становништва:
| Националност | 2011.        |
| Албанци      | 403 (99,75%) |
| недоступно   | 1 (0,25%)    |
| Укупно       | 404          |

| Демографија | Демографија | Демографија |
| Година      | Становника  | Становника  |
| ----------- | ----------- | ----------- |
| 1948.       | 336         |             |
| 1953.       | 383         |             |
| 1961.       | 385         |             |
| 1971.       | 339         |             |
| 1981.       | 403         |             |
| 1991.       | 417         |             |
| 2011.       | 404         |             |